# Sriferia
Sriferia is een geslacht van vlinders van de familie tastermotten (Gelechiidae).

## Soorten
- S. cockerella (Busck, 1903)
- S. fulmenella (Busck, 1909)
- S. oxymeris (Meyrick, 1929)